# Waldemar Liungman
Carl Gudmund Waldemar Liungman, född den 27 januari 1883 i Stockholm, död den 31 oktober 1978 i Danderyd, var en svensk folklorist. Han var farbror till Seve Ljungman.

## Biografi
Liungman föddes och växte upp i en prästfamilj och efter studentexamen 1901 gjorde han en militär karriär som han avslutade som kapten på reservstat 1919. Sedan han därefter arbetat tre år vid Hasselblad & Co i Göteborg, skrev han in sig vid Lunds universitet, där han studerade under Carl Wilhelm von Sydow, och tog en fil.kand.-examen 1922. Han fortsatte därpå till Göteborgs högskola där han disputerade för filosofie doktorsgrad 1925.
Liungman var docent i nordisk och jämförande folkminnesforskning vid Göteborgs högskola 1925-31 och docent i folkdiktsforskning vid Stockholms högskola 1943-54. Han var också gästprofessor vid Greifswalds universitet 1938-39.
Förutom en lång rad avhandlingar om folklig dikt och sed har Liungman gett ut de värdefulla kommenterade textsamlingarna Sveriges samtliga folksagor (Band 1-2, 1949-50) och Sveriges sägner (Band 1-7, 1957-69).
Liungman var mycket produktiv i sin forskning. Han sökte främst efter de stora sammanhangen och efter att forma en helhetsbild av ett mycket brokigt material. Jämfört med sina föregångarna hade hans forskningar styrkan av att vilja följa ett historiskt händelseförlopp.